# Déclaration de Hawaii

La Déclaration de Hawaii est un code des obligations morales des psychiatres adopté en 1977 lors du Sixième Congrès mondial de psychiatrie réuni à Honolulu (Hawaï) sous la présidence de Pierre Pichot (France).
À cette même réunion, l'Association mondiale de psychiatrie (en) s'est engagée à examiner toutes les allégations d'abus de la psychiatrie à des fins politiques. Pour cela, elle a mis en place un Comité d'examen qui a tenu sa première réunion à Paris en février 1980 puis qui a été rendu permanent avec un mandat élargi après modification de ses statuts au Septième Congrès tenu à Vienne en juillet 1983 sous la présidence du Dr Costas Stefanis (Grèce).
Cette déclaration est la base de nombreux travaux en bioéthique et en médecine légale.

## Contenu

### Préambule
La Déclaration pose le principe que l'éthique constitue « un élément essentiel de l'art de guérir. »
Elle souhaite ainsi « empêcher un mauvais usage de concepts, de connaissances et de technologies psychiatriques. » Tout en renvoyant chaque psychiatre à sa propre conscience morale et son jugement personnel, elle désire écrire les « exigences minimales » en ce qui concerne les principes éthiques de la profession psychiatrique « en tenant compte de l'existence de différences considérables entre les différentes parties du monde en ce qui concerne les arrière-plans culturels et les situations légales, sociales et économiques. »

### Article 1
L'article énonce que « le psychiatre doit servir au mieux les intérêts de son malade et doit aussi prendre en compte le bien commun et la nécessité d'une distribution équitable des ressources relatives à la santé » dans les limites des connaissances scientifiques du moment qu'il partagera avec les malades et le public.

### Article 2
L'article 2 rappelle que « tout psychiatre doit proposer au malade la meilleure thérapeutique existant à sa connaissance et [...] doit le traiter avec la sollicitude et le respect dus à la dignité de la personne humaine. » Il pose le principe de la collégialité dans l'enseignement et lorsque « cela apparaît nécessaire, ou toutes les fois qu'une demande raisonnable en est présentée par le malade. »

### Article 3
L'article 3 rappelle la relation de confiance patient-médecin avec leurs corollaires : le secret, la coopération et le partage de la responsabilité. L'article pose la notion des relations avec la personne de confiance, proche du malade.

### Article 4, 5 et 6
Ces articles exposent les bases de l'information du patient en psychiatrie.

### Article 7
L'article 7 pose les limites que doit se donner le psychiatre dans l'exercice de sa profession pour ne pas « attenter à la dignité ou violer les droits de l'homme chez quelque individu ou quelque groupe que ce soit et ne doit jamais laisser des désirs personnels, des sentiments, des préjudices ou des croyances interférer avec le traitement. »

### Article 8
L'article 8 rappelle la notion de secret professionnel.

### Article 9
L'article 9 pose les bases du respect de la dignité dans le cadre de la recherche clinique en psychiatrie.

### Article 10
« Le psychiatre doit suspendre tout traitement, tout enseignement ou tout programme de recherche qui pourrait aller à l'encontre des principes de cette déclaration. »